# Parmenac
Parmenac (cyr. Парменац) – wieś w Serbii, w okręgu morawickim, w mieście Čačak. W 2011 roku liczyła 744 mieszkańców.